# Wing Commander (jeu vidéo)
Wing Commander est un jeu vidéo de combat spatial développé et édité par Origin Systems sur DOS en 1990. Le jeu a été porté sur Amiga, Amiga CD32, Mega-CD, Super Nintendo, 3DO et FM Towns. Il fait partie de la série Wing Commander.
Le joueur incarne un pilote de chasse dans un univers futuriste dans lequel les humains sont en guerre contre les Kilrathi.

## Extensions
Le jeu a bénéficié d'une extension baptisée Wing Commander: The Secret Missions.

## Accueil
| Wing Commander  |      |       |
| Média           | Nat. | Notes |
| Dragon Magazine | US   | 6/5   |
| PC Team         | FR   | 80 %  |